# Etah
Etah é uma aldeia abandonada no norte da Gronelândia. A uma latitude de 78°19'N, já foi a povoação habitada mais a norte do mundo mas, devido ao seu clima severo, a população deslocou-se na década de 1950 para sul.

A aldeia ocasionalmente tem habitantes no verão que residem nas cabanas que ainda resistem. A oeste de Etah, o mar normalmente está congelado entre Outubro e Julho, e a canadiana Ilha Ellesmere está apenas a aproximadamente 50 km de distância. Assim, esporadicamente, viagens de caçada iniciam-se aqui. De facto, a área de caça é bastante boa, especialmente para morsas e ursos polares.